# Exochus ventricosus
Exochus ventricosus là một loài tò vò trong họ Ichneumonidae. Không có phân loài nào được liệt kê trong Danh mục sự sống.